# Максуел Гителсон
Максуел Гителсон (на немски: Maxwell Gitelson) е американски психоаналитик от немски произход.

## Биография
Роден е през 1902 година в Руската империя, но родителите му се преместват в САЩ, когато е малък. Там завършва медицина, а след това започва да са обучава по психиатрия. През 1931 г. заминава за Ню Йорк, а година по-късно отива в Чикаго да работи до самата си смърт. През 1947 г. си открива частна практика. Преминава през различни постове, включително и като президент на Международната психоаналитична асоциация между 1961 – 1964 г.
Умира през 1965 година в Чикаго на 63-годишна възраст.